# Билясувар
Билясува́р (азерб. Biləsuvar) — город и административный центр Билясуварского района Азербайджана. Располагается на Муганской равнине, в 44 км к юго-западу от железнодорожной станции Сальяны и в 182 км от Баку.

## Этимология
Впервые упоминается в источниках в XIII веке в форме Пилесувар, которое со временем трансформируется в Беласувар. Пиле-Савар был построен сановником династии Буидов, которого звали Пиле-Савар («Великий всадник»).

## История
Согласно результатам Азербайджанской сельскохозяйственной переписи 1921 года Белясувар Джеватского (Сальянского) уезда Азербайджанской ССР населяли 1157 человек (285 хозяйств). Преобладающая национальность — тюрки-(азербайджанцы), а само население состояло из 581 мужчины и 576 женщин.
В 1938 году селение было переименовано в Пушкино, в честь русского поэта А.С. Пушкина, а в 1966 году получило статус города. В 1963 году территория была объединена с Джалилабадским районом, а с 1964 года снова становится самостоятельным районом. В 1991 году восстановлено историческое название в форме Билясувар, а район снова был переименован в Билясуварский.

## Экономика
В городе функционирует хлопкоочистительный завод и машинно-мелиоративная станция.

## Население
По всесоюзной переписи населения 1989 года в Билясуваре проживало 18 632  человека.

## Города-побратимы
- Термез, Узбекистан[9]

## Известные уроженцы
- Абышев, Азад Зияд оглу — азербайджанский химик, действительный член Нью-Йоркской академии наук, профессор
- Ибрагимов, Мубариз Агакерим оглы — Национальный Герой Азербайджана
- Агаяр Шукуров — доктор философских наук, профессор;
- Алибала Гаджизаде — писатель;
- Ризван Абасов — Заслуженный инженер Азербайджанской Республики.
- Ахмадага Муганлы (Гурбанов) — писатель
- Фирудин Гасымов — кандидат сельскохозяйственных наук (Южно-Уральский институт Российской академии наук)
- Агалар Шавкатов — поэт
- Худаверди Кязимов — поэт